# 시로카와정
시로카와정(城川町)은 에히메현 남부에 존재했던 정이며, 히가시우와군에 속했다.  2004년 4월 1일 히가시우와군의 다른 마을과 함께 합병하면서 지자체로서의 시로카와정은 소멸되었으나, 지명으로서는 남아있다.
시로카와는 촌민에 의해 응모가 있었으며

## 공모를 통해 시로카와로 결정
1959년에 정으로 승격할때 시로카와는 촌민에 의해 지어졌다. 응모에 결정된 이후 시로카와정으로 승격하였다. 합병 후에도 분촌운동까지 생길 정도로 있었다고 한다.

## 역사
- 1889년 12월 15일 - 정촌제 시행에 의해 유스카와촌, 도이촌, 다카가와촌, 우오나시촌이 성립하였다.
- 1954년 3월 31일 - 4개의 촌이 합병에 의해 구로세카와촌이 성립하였다. 당시의 인구는 12,369명이였다.
- 1955년 4월 - 4년동안 재정재건 적용 단체가 적용되었다.
- 1956년- 현 재정에 의해 촌사무소 위치를 스기노세로 결정되었다.
- 1957년 12월 - 새로운 도청으로 이전되었다.
- 1959년 4월 1일 - 정으로 승격, 개칭해 시로카와정이 성립하였다.
- 1978년 12월 - 새로운 동사무소가 건축되었다.
- 2004년 4월 1일 - 히가시우와군 아케하마정, 우와정, 노무라정, 시로카와정과 대등합병해 세이요시가 되어 자치체로서의 시로카와정은 소멸되어 역사속으로 사라졌다.

## 교통

### 철도
정내에는 철도노선이 없다. 가장 가까운 역은 시코쿠 여객철도 요산선 이요오즈역, 단, 상당한 거리가 있어 직접 연결 버스는 없다.

### 도로
- 국도 197호선
- 국도 441호선